# Lahti L-39
Lahti L-39 är ett finskt 20 mm pansarvärnsgevär använt under andra världskriget. Den hade smeknamnet ”Norsupyssy” (elefantbössan). Efterhand som stridsvagnarna fick tjockare pansar som blev för mycket även för detta vapen gick användningsområdet över till att vara långdistansskytte, trakassering av stridsvagnar och som improviserat luftvärn.

## Utveckling
Aimo Lahti var skeptisk till ursprungsidén om en 13 mm anti-pansarkulspruta och startade arbetet på en 20 mm design. Officerare som ville ha pansarvärnsvapen med mindre kaliber trodde att utgångshastigheten på en 20 mm kula var otillräckligt för att penetrera pansar och ett vapen med högre eldhastighet och med mindre kaliber skulle vara att föredra. Som ett resultat av detta designade Lahti två olika pansarvärnsvapen: en 13,2 mm kulspruta och ett 20 mm gevär. Efter testskjutningar 1939 fann de att 20 mm-geväret uppvisade bättre penetration.

## Användning

### Vinterkriget
Under vinterkriget var det brist på pansarvapen. Bara några få tyngre pansarvapen var i bruk på Karelska näset. Endast två 20 mm gevär och några få 13,2 mm kulsprutor kom fram till fronten, där 13,2 mm kulsprutorna visade sig vara ineffektiva och opålitliga men den grövre 20 mm gevären visade sig lyckosamma emot sovjetiskt pansar. På grund av detta bestämde sig Finland för 20 mm designen och startade produktionen. Där det inte fanns riktiga pansarvärnsvapen, användes molotovcocktails och andra tillfälliga medel som pansarvärnsvapen.

### Fortsättningskriget
Trots att vapnet inte kunde penetrera nyare sovjetiska stridsvagnar, som T-34 och KV-1, var den ganska effektivt mot tittgluggarna på bunkrar, långdistansmål och även flygplan. Andra bra mål var prickskyttar och svaga punkter på stridsvagnar som öppen topplucka, speciellt med fosfor-ammunition. Det klarade även att förstöra stridsvagnstorn och få dem att fastna i 90 graders vinkel till resten av vagnen.
Soldaterna upptäckte att L-39 var tung och svår att förflytta på slagfältet. Till och med ett magasin vägde nästan två kg mer än den finska k-pisten Suomi KP/-31. Hela vapnet vägde omkring 50 kg och det drogs oftast av renar eller hästar, men kunde bäras av en handfull man. I strid var den bemannad av två man för förflyttning och eldgivning. En del vapen övergavs i stridens hetta, men de var lätta att ersätta. Mot slutet av kriget hade omkring 1900 stycken L-39 blivit tillverkade av VKT (Valtion Kivääritehdas) och skeppade till fronten.

### Efter andra världskriget
Flera gevär fanns fortfarande i bruk efter andra världskriget som antihelikoptervapen, men andra blev sålda till samlare, främst i USA. Gevären, speciellt de i funktionsdugligt skick,är eftertraktade på marknaden. En del pluggade vapen har gjorts brukbara på grund av dess värde. Ammunitionen är ovanlig. Vanligt är att man bygger om dem för att kunna använda .50 BMG (Browning Machine Gun)-patron för att minska kostnaden. I USA är civilt ägande fortfarande möjligt, beroende på delstatslag och federal lag. Eftersom vapnet skjuter kulor större än kaliber .50 klassas den som destruktivt verktyg och lyder under National Firearm Act från 1934. Civilt ägande är beroende av denna lag och om delstatslagen tillåter civilt ägande av destruktiva verktyg.